# Francisco Sanjosé
Francisco Sanjosé García, né le 12 novembre 1952 à Séville (Andalousie, Espagne) est un footballeur espagnol qui évoluait au poste de défenseur. Il participe aux Jeux olympiques de 1976 avec la sélection espagnole.

## Biographie
Francisco Sanjosé effectue l'intégralité de sa carrière professionnelle au Séville FC, où il joue entre 1971 et 1986.
Il dispute avec cette équipe un total de 238 matchs en première division espagnole, inscrivant dix buts, et 65 matchs en deuxième division, marquant cinq buts.
Il participe avec la sélection espagnole aux Jeux olympiques d'été de Montréal en 1976. Lors du tournoi olympique, il ne joue qu'une seule rencontre, face au Brésil.